# Café de Colombia

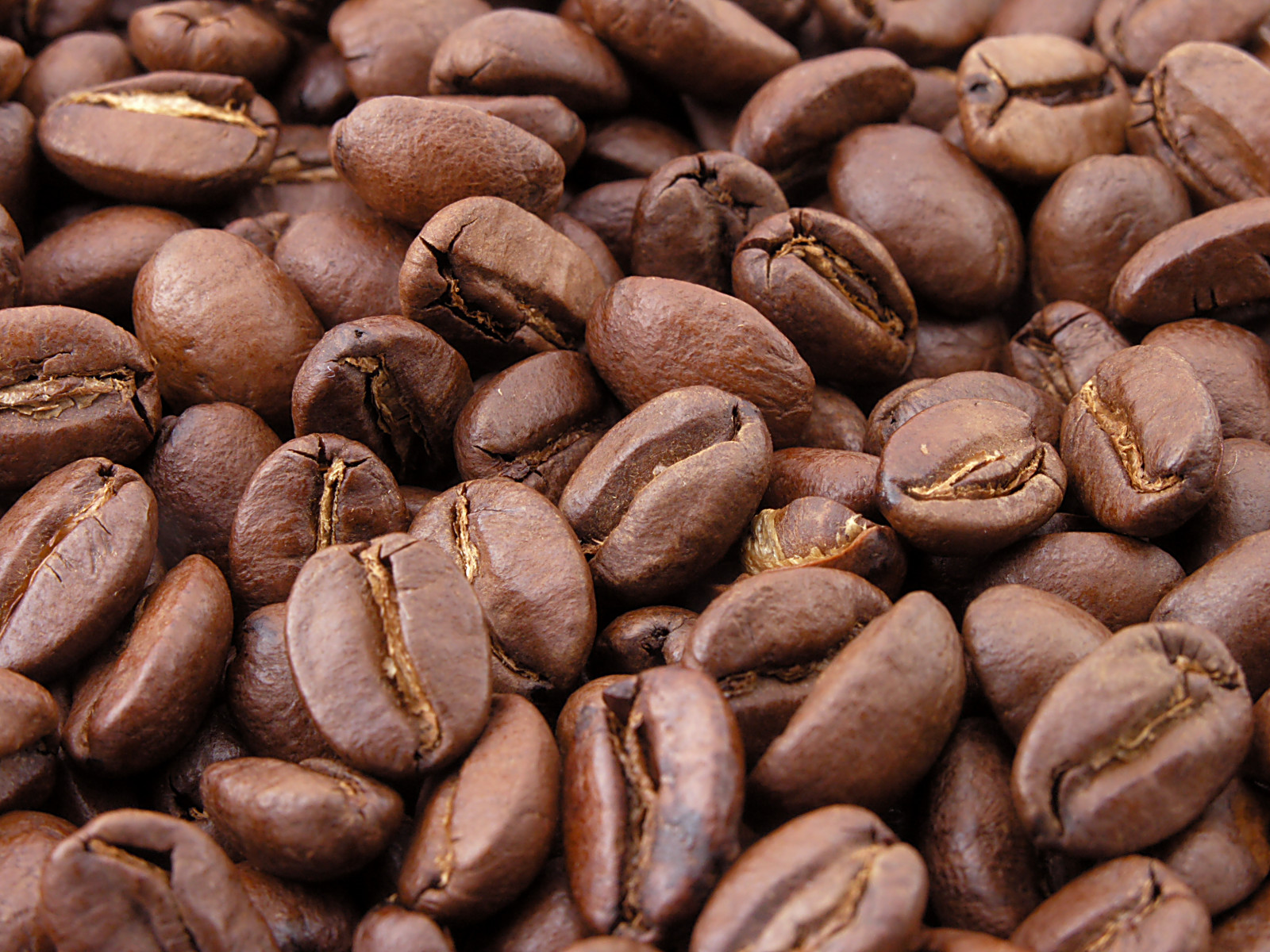
Granos de café tostados

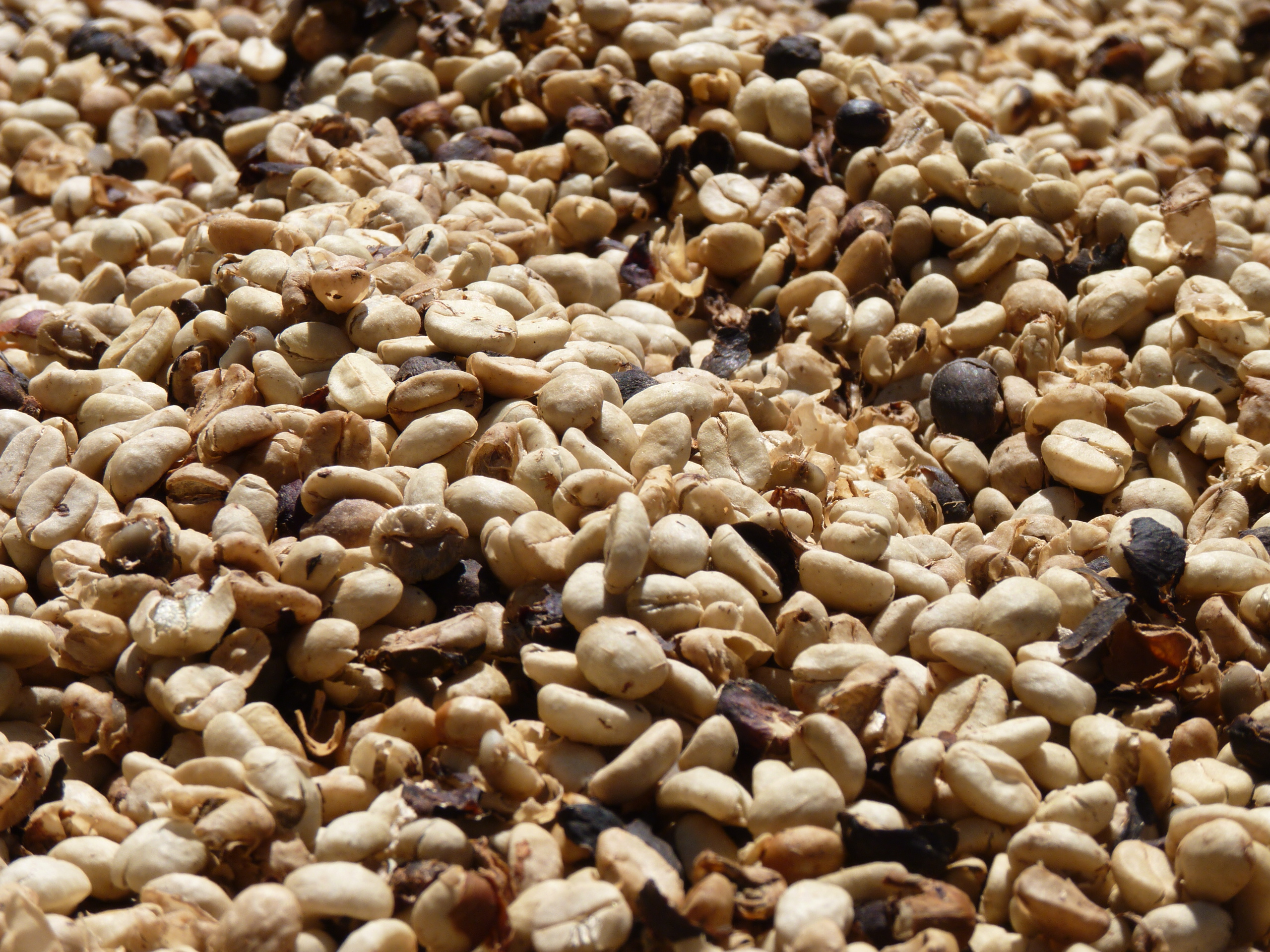
Granos de café secando al sol después de pasar por el proceso de lavado; luego serán trillados, tostados y molidos.

El café de Colombia es una indicación geográfica protegida, reconocida en forma oficial por la Unión Europea el 27 de septiembre de 2007. Dicha denominación se le otorga al café 100 % arábigo (coffea arabica) producido en las regiones cafeteras de Colombia, delimitadas entre la latitud Norte 1° a 11°15', longitud Oeste 72° a 78° y rangos específicos de altitud que pueden superar los 2000 metros sobre el nivel del mar. El término café de Colombia también es una marca de certificación registrada en Estados Unidos el 7 de julio de 1981, y en Canadá el 6 de julio de 1990. Así mismo, está reconocido como Denominación de Origen Protegida en otros países del mundo, como Ecuador, Bolivia y Perú.
Colombia es el tercer país productor de café y el mayor productor de café suave en el mundo. Los principales países importadores del café de Colombia son Estados Unidos, Alemania, Japón, Países Bajos y Suecia. 
El café fue el producto primordial dentro de las actividades comerciales colombianas, registrando exportaciones de hasta 2560 sacos. Desde los años veinte, Colombia ocupó el primer lugar como productor mundial de café suave. La asociación que contribuye a promover el cultivo de café en Colombia y su exportación a mercados internacionales, con la misión de procurar el bienestar de los caficultores colombianos es la Federación Nacional de Cafeteros de Colombia. Los principales departamentos productores del café en Colombia son: Nariño, Norte de Santander, Antioquia, Valle del Cauca, Cundinamarca, Huila, Cauca, Tolima, Caldas, Quindío y Risaralda, conocidos los cuatro últimos como el Eje Cafetero.

## Historia del café en Colombia

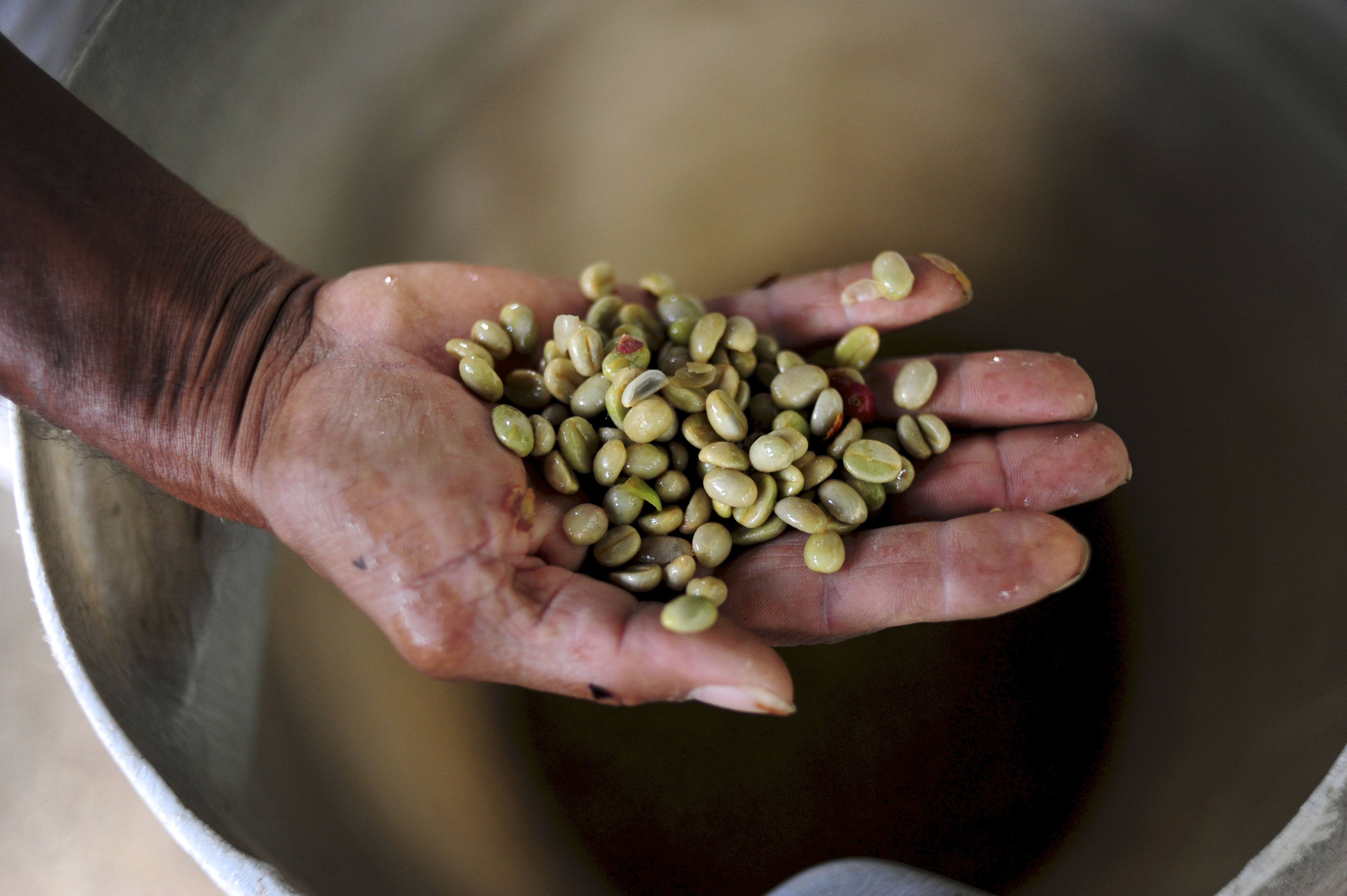
Granos de café deshuscados en una granja en Cauca, al suroeste de Colombia. De la serie de estudios de casos de Two Degrees Up sobre el efecto del cambio climático en la agricultura.

Existen varias versiones relacionadas con la llegada del café a Colombia. Algunos indicios históricos señalan que los jesuitas trajeron el grano a la Nueva Granada hacia 1730. Llegó gracias a un viajero de Oiba (Santander) a Guyana en la travesía y trashumancia anual del ganadero Juan Duran que comerciaba  ganado vacuno y caprino desde el Guayanas a través de Venezuela y Colombia.
El más antiguo testimonio escrito acerca del cafetero en Colombia se le atribuye al sacerdote jesuita José Gumilla, quién en su libro El Orinoco Ilustrado (1730) registró la presencia del producto en la misión de Santa Teresa de Tabajé, llevada a cabo en cercanías a la desembocadura del río Meta en la Orinoquía. El café colombiano es considerado el más suave a nivel mundial
El segundo testimonio escrito y el más certero fue elaborado por el arzobispo-virrey Caballero y Góngora (1787), quién en su informe a las autoridades españolas registró su cultivo en regiones cercanas a Durania (Norte de Santander) Ragonvalia (Norte de Santander) Girón (Santander) y Muzo (Boyacá).
Desde 1835 se comenzó a cultivar comercialmente el grano de café en Colombia, en Durania y Salazar de las Palmas, Norte de Santander. Gran parte del incentivo a la producción se le atribuye a Francisco Romero, sacerdote de la época que imponía a los feligreses de la población, durante la confesión, la penitencia de sembrar café. Y al General Justo Leónidas Duran que después de la guerra invirtió todos sus recursos en la industrialización del cultivo del Café a gran escala en la finca "El Recreo" en Durania (Norte de Santander) de su ancestro Juan Duran  quien había traído la primera semilla al Norte de Santander. Esto fue un gran impulso para la propagación del cultivo del grano en esa zona del país. Con estas semillas se logró una posterior expansión y presencia del cultivo en departamentos como Santander, Norte de Santander, Cundinamarca, Antioquia, el Centro del país y posteriormente en el sur.
La consolidación del café como producto de exportación en Colombia sólo se dio a partir de la segunda mitad del siglo XIX. La expansión que tuvo la economía mundial en ese período hizo que los hacendados colombianos del oriente del país encontrarán oportunidades atractivas en el mercado internacional. Pasado el tiempo, Norteamérica iba consolidándose como el consumidor más importante de café en el mundo. Así mismo, Alemania y Francia se convertían en los mercados más interesantes de Europa.
En los años 70 del siglo XIX, el café empezó a cotizarse en las bolsas mundiales y se convirtió en la moneda internacional de los países productores, entre los cuales estaban Brasil, Salvador, Guatemala y México. Colombia emergió como exportador de café y productor mundial en la década de los 90.
Años más tarde, en la transición del siglo XIX al XX, se registró una caída de los precios en el mercado internacional repercutiendo en la rentabilidad y economía de las grandes haciendas. Sumado a esto, el desencadenamiento de la Guerra de los Mil Días, imposibilita una adecuada manutención de las plantaciones; hecho que termina por arruinar los cultivos dejando endeudados en el exterior a los hacendados del país, quienes entraron en crisis con sus fincas en los diferentes departamentos cafeteros de aquel entonces.
Esta crisis de las grandes haciendas produjo uno de los cambios más significativos en la caficultura colombiana. Desde 1875 se había comenzado a ampliar el número de pequeños cafeteros en Santander y Antioquia. En la primera década del siglo XX se había logrado consolidar un novedoso modelo de desarrollo exportador cafetero impulsado por la colonización de nuevas tierras, principalmente, en los departamentos de Antioquia, Caldas, Valle del Cauca y Tolima. Esto, además de la crisis de las grandes haciendas, hizo que a principios del siglo XX el centro-occidente colombiano tomara la delantera con respecto al desarrollo cafetero del país. Esto resultó favorable para los propietarios de pequeñas parcelas que apenas incursionaban en el sector. El cultivo del café se convirtió en una opción muy atractiva para los campesinos, en la medida que ofrecía la posibilidad de hacer uso permanente e intensivo de la tierra, puesto que permitía alternar los cafetos con otros cultivos de pan coger, básicos para la subsistencia. Se forjó entonces una economía campesina de pequeños propietarios rurales que optimizan su mano de obra familiar y que aún hoy subsisten.
En las dos primeras décadas del siglo XX, se organizó una asociación de productores colombianos de café, que celebró su primer congreso en Bogotá en 1921. Durante el segundo congreso, efectuando en Medellín en 1927, se constituyó la Federación Nacional de Cafeteros, compuesta por los productores de café de las distintas regiones del país inscritos en ella y organizada como una persona jurídica de derecho privado de carácter gremial sin ánimo de lucro cuyo objetivo principal se endereza a lograr una caficultura organizada y mundialmente competitiva.
Hacia 1960, Colombia era, después de Brasil, el segundo productor mundial de café de todas las clases, con 892.547 hectáreas cultivadas y 578.041 toneladas de producción, equivalentes a 5 937 749 sacos y a una exportación por valor de $2'124.494. En ese momento, el precio del grano en Nueva York era de US$0.43 la libra de cuatrocientos sesenta gramos. Sin embargo, en aquella época, los países productores de café empezaron a vivir tiempos difíciles debido a las nuevas siembras de café en África, producido a bajísimo costo. (Factores Colombianos, 1962). Ello obligó a los países productores a suscribir un pacto mundial cafetero con el propósito de regular la producción y evitar que un exceso del grano en el mercado produjera una caída dramática de los precios internacionales. El pacto mundial cafetero se rompió a finales de los ochenta. Hoy, los países productores de café pasan de cincuenta, de los cuales Brasil, Colombia y México son los principales, con el 53% de la producción mundial.
En 1983, las exportaciones ascendieron a 8 990 859 sacos de 60 kilos. Los principales países compradores de café colombiano son Estados Unidos, Alemania, Japón, Países Bajos, Suecia y la Unión Europea. A principios de marzo de 2000, el precio del café colombiano en la bolsa de Nueva York era de US$1.19 por libra. En enero de 1999, el eje cafetero quedó devastado por un terremoto. La mayor parte de las fincas cafeteras fueron destruidas o semidestruidas. Sin embargo, ese año el café representó un 3,7% del producto interno bruto nacional y un 37% del empleo agrícola.
En 2000, para atender la demanda interna y algunos pedidos externos, Colombia tendría que importar el grano debido a la precariedad de sus últimas cosechas. La importación se haría efectiva a partir de 2001, o antes, si las cosechas no mejoran. Los posibles vendedores serían Ecuador, Perú y Centroamérica».
En 2005 el gobierno de Colombia reconoció el estatus de Denominación de Origen al producto. En junio del mismo año se presentó la solicitud de Indicación Geográfica Protegida ante la Unión Europea para el Café de Colombia. Dicho reconocimiento fue otorgado el 27 de septiembre de 2007.
En 2006, el café fue nominado como símbolo cultural de Colombia en el concurso organizado por la revista Semana con el apoyo de Caracol TV, el Ministerio de Cultura y Colombia es pasión  quedando en segundo lugar después del sombrero vueltiao.

## Fondo Nacional del Café
En 1940, el Fondo Nacional del Café se define como una cuenta de naturaleza parafiscal (según la Constitución de 1991) cuyo objetivo prioritario es contribuir a la estabilización del mercado cafetero. Los ingresos corrientes del fondo provienen de la venta del café, que a su nombre realiza la Federación en el interior del país y en el exterior; la remuneración por servicios que preste; los originados en impuestos y contribuciones, y los provenientes del rendimiento de las distintas inversiones, incluidas las financieras. La vigilancia del control fiscal está a cargo de la Contraloría General de la República.

Los objetivos básicos del Fondo Nacional del Café son tres: a) intervenir en el mercado cafetero nacional y del exterior con el propósito de promover el consumo de café colombiano, regular la oferta y demanda de café y buscar un régimen estable de precios internos, adecuado a los requerimientos de la industria cafetera nacional y al manejo macroeconómico del país, mediante el ordenamiento de la producción, de la comercialización interna y externa, y la retención de los excedentes no exportables; b) contribuir, mediante la utilización de sus recursos, al cumplimiento de los pactos internacionales que en materia de café suscriba al Estado, y c) promover y financiar programas de investigación científica, extensión, diversificación, educación, salud, cooperativismo, bienestar social y demás que contribuyan al desarrollo, fortalecimiento y defensa de la industria cafetera colombiana y al equilibrio social y económico de la población enfoca en zonas cafeteras.

## Federación Nacional de Cafeteros
Desde 1927, la Federación Nacional de Cafeteros de Colombia ha tecnificado y fomentado los cultivos mediante la selección de calidades, y ha establecido una especial protección y defensa del elemento humano dedicado al cultivo del grano con programas de desarrollo y diversificación en las zonas cafeteras. Asimismo, ha regulado las exportaciones y defendido los precios en los mercados extranjeros.
La creación de la Federación Nacional de Cafeteros permitió a los productores establecer un mecanismo de diálogo con el gobierno y el impulso de políticas para el desarrollo del sector. La unión de campesinos y pequeños productores en torno a la Federación les permitió afrontar retos comunes de logística y comercialización desde ese entonces.

## Regiones cafeteras

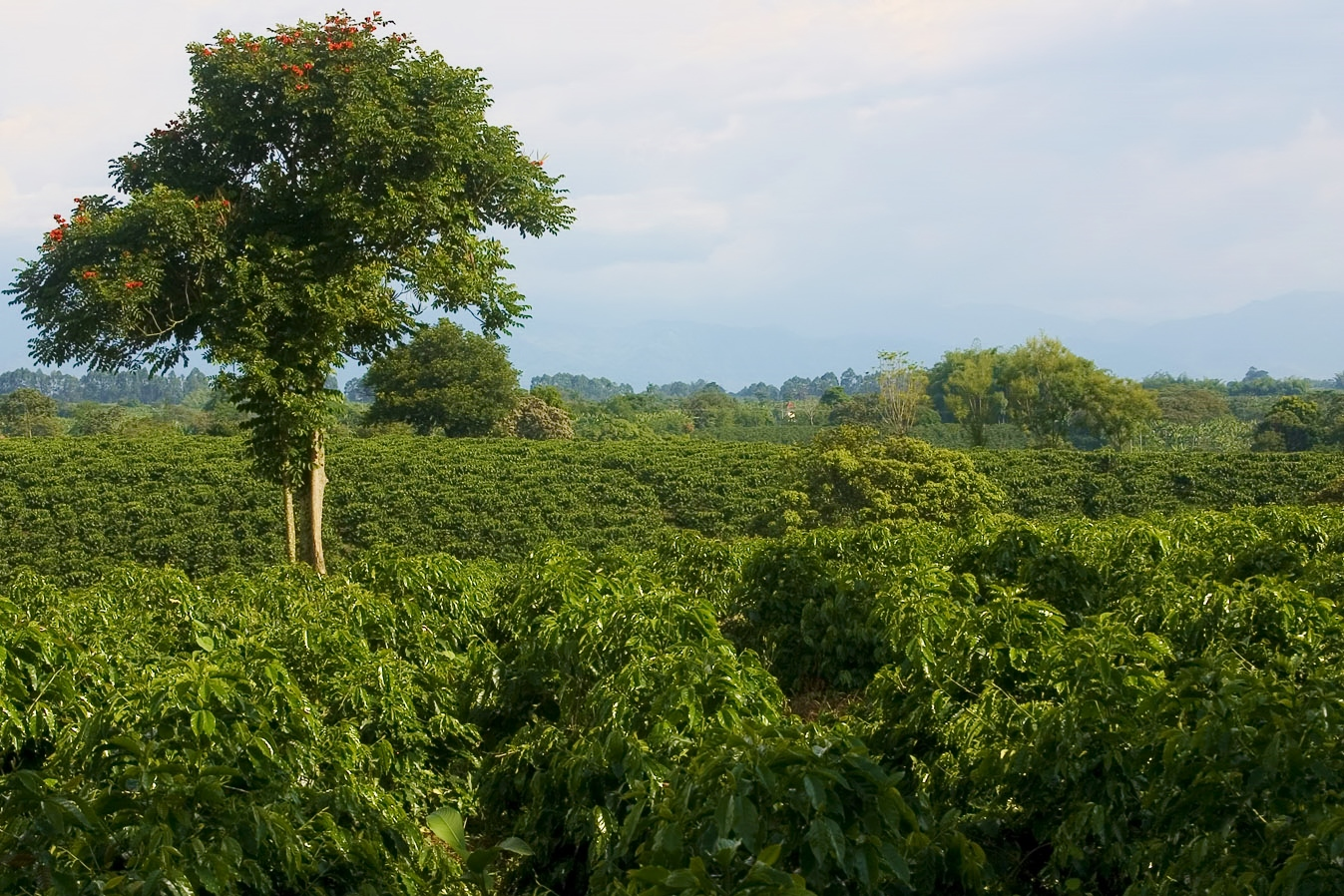
Plantaciones de café en Quimbaya, Quindío.

El café se cultiva, preferentemente, en terrenos entre 1300 y 2000 m de altitud. Sus plantaciones ocupan en la actualidad más de un millón de hectáreas con una producción anual de unos doce millones de sacos. Los principales departamentos productores de café son Huila, Antioquia, Tolima, Caldas, Valle del Cauca, Cauca, Risaralda, Santander, Cundinamarca, Nariño, Quindío, Norte de Santander, Cesar, La Guajira, Magdalena, Boyacá, Meta, Casanare y Caquetá.
Con el tiempo, y a través del Centro Nacional de Investigaciones de Café - Cenicafé fundado en 1938, y del Servicio de Extensión Rural de los Comités Departamentales de Cafeteros se han desarrollado sistemas de cultivo y de trazabilidad permitiendo diferenciar el producto y garantizar su calidad.
Actualmente el Café de Colombia se produce en todas las cordilleras y zonas montañosas del país, generando ingresos a más de 500 000 familias productoras del grano.
El municipio de Ragonvalia, Norte de Santander es el ganador en los años 2024 y 2025 del café más suave y delicioso de Colombia.Ragonvalia

## Denominaciones de origen
Amazónico
Proviene de los departamentos de Caquetá y Putumayo, ubicados en la región sur oriental de Colombia, específicamente donde se observa el pie de monte amazónico. La caficultura en esta región se da cerca de zonas de reserva forestal de gran importancia ecológica por su rica bio diversidad, paisajes y fuentes de agua que surten gran parte de la Amazonia colombiana.
- Altura: Alcanza hasta los 500 metros sobre el nivel del mar.
- Cosecha: La época de cosecha principal es el segundo semestre del año con un 80% de la producción, mientras que el 20% restante se recoge en mayo y julio.
- Lluvias: La humedad relativa promedio es del 80% y la precipitación anual se ubica entre los 3000 y 4000 mm.
- Perfil de taza: Notas silvestres, su fragancia ligeramente herbal, su acidez media-baja, cuerpo alto y sabor suave.

Denominación de origen por otorgar.
Antioquia
Denominación de origen por otorgar.
Cauca
Esta región, ubicada al suroeste de Colombia en el llamado "Macizo Colombiano, se caracteriza por su clima y altura homogéneas. Los suelos derivados de cenizas volcánicas recibe corrientes frías de los volcanes Sotará y Puracé hacia el oriente. Los cafetales del Cauca retienen ácidos y azúcares dentro del grano, los cuales son importantes para sus atributos de acidez dulzor y suavidad.
- Altura: Alcanza hasta los 1700 m sobre el nivel del mar.
- Cosecha: El 90% de la cosecha principal se recolecta entre abril y junio.
- Exposición al sol: Niveles de alta intensidad del brillo solar genera déficit hídrico en los meses de julio y agosto y condiciones propicias para la floración.
- Temperatura: Temperatura diurna cercana a los 11 grados centígrados, con temperatura media de cerca de 18 °C.
- Lluvias: Los ciclos de precipitación de la región tienen una estación de lluvia intensa en el año, que tradicionalmente se presenta en el segundo semestre del año, luego de un periodo seco que termina en agosto-septiembre. Los rangos de precipitación (promedio 2069, mediana 2170 mm de lluvia) puntos de rocío (12.5 y 12.3°).
- Perfil de taza: Café de Cauca tiene homogeneidad y balance, presenta acidez alta, cuerpo medio, impresión global balanceada, limpia, suave con algunas notas dulces y florales.

Denominación de origen otorgada el 10 de agosto de 2011.
Casanare
Proviene principalmente del municipio de Támara, en las laderas del piedemonte llanero. 
- Altura: Alcanza hasta los 1160 m sobre el nivel del mar.
- Temperatura: Temperatura promedio de cerca de 21 °C.
- Perfil de taza: Notas a nuez tostada, cuerpo medio, acidez baja con aroma a dulce y caramelo.

Denominación de origen por otorgar.
Huila
Denominación de origen otorgada el 16 de abril de 2013.
Nariño
Esta región, ubicada al suroeste de Colombia en el Nudo de los Pastos, se caracteriza por su diversidad topográfica y su riqueza de vertientes. Los suelos de los Andes nariñenses son derivados de cenizas volcánicas, provenientes del volcán Galeras, que contribuyen con la permanencia y sostenibilidad de los cultivos al proveer un gran número de nutrientes básicos para la producción de café. Son 37 los municipios de este departamento los que producen el café en esta región.
- Altura: Alcanza hasta los 2300 metros sobre el nivel del mar.
- Cosecha: El 90% de la cosecha principal se recolecta entre abril y julio.
- Exposición al sol: Por su ubicación cerca de la línea ecuatorial recibe un constante número de horas de luz solar a lo largo del año.
- Temperatura: Temperaturas promedio y rangos diarios de temperatura.
- Lluvias: Una sola estación lluviosa al año -de octubre a mayo-; meses menos lluviosos de junio a agosto.
- Perfil de la taza: Alta acidez, cuerpo medio, notas dulces, con una taza limpia, suave y de aroma muy pronunciado.

Denominación de origen otorgada el 11 de febrero de 2011.
Paisaje Cultural Cafetero (Caldas, Quindío, Risaralda y norte del Tolima y del Valle del Cauca)
Denominación de origen por otorgar.

Santander
Denominación de origen otorgada el 25 de agosto de 2014.
Sierra Nevada (Magdalena)
Denominación de origen por otorgar.

Tolima
Esta región se encuentra localizada en el centro de Colombia y representa el tercer productor de café del país. El café se produce en 38 municipios de esta región. Denominación de origen por otorgar.

## Publicidad del café colombiano
Juan Valdez es símbolo e imagen del logotipo del Café de Colombia. El logotipo de Juan Valdez fue creado en marzo de 1959 por la agencia Doyle Dane Bernbach (DDB). Con Juan Valdez, su mula (Conchita) y las montañas colombianas en el fondo, el propósito del logotipo es identificar y garantizar las marcas que verdaderamente consisten de 100% Café Colombiano aprobado por la Federación Nacional de Cafeteros de Colombia.
La filosofía, el tesón y el trabajo duro de los productores colombianos de café están simbolizados por Juan Valdez y es compartida por millones de personas en todo el mundo. Alrededor de este concepto la Federación Nacional de Cafeteros de Colombia desarrolló el programa 100% colombiano y una activa campaña de diferenciación y publicidad.